# Sacelio

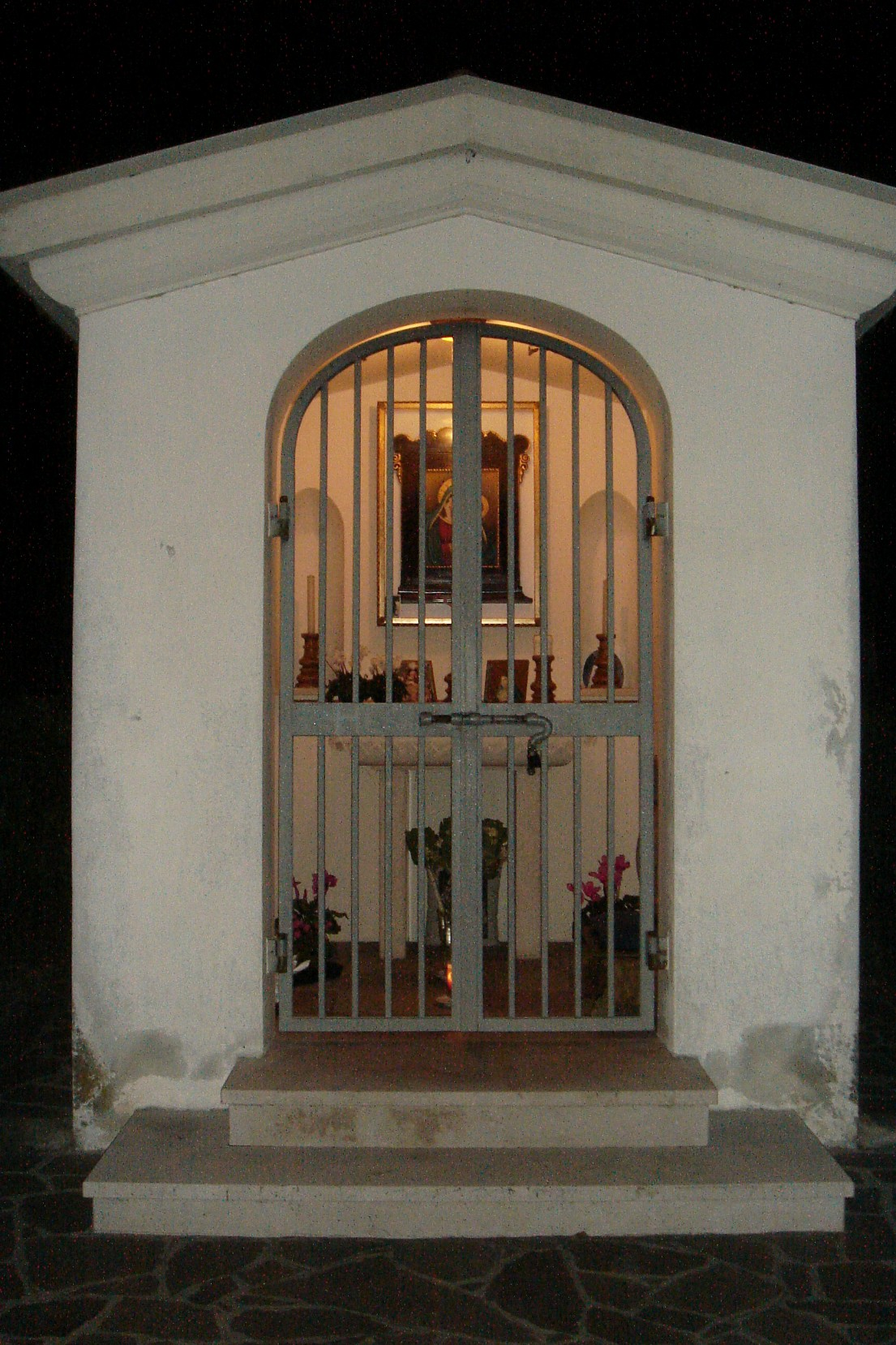
Un sacelio cristiano en Castello Roganzuolo (Véneto).

Sacelio o sacelo (del latín sacellum, plural sacella, diminutivo de sacrum, recinto «sagrado» perteneciente a una divinidad), en la religión de la Antigua Roma, era una pequeña sala o recinto, a modo de capilla, consagrada a una deidad, generalmente, con altar y, a veces, con la estatua de la divinidad a quien estaba dedicado. Los numerosos sacella de Roma generalmente estaban cercados para separarlos de los lugares profanos y eran mantenidos tanto a nivel privado familiar como público. Los sacelios podían ser cuadrados o redondos.
Varrón y Verrio Flaco describen los sacelios de manera que, en un principio, parecen contradictorios. La antigua definición de un sacelio, en su conjunto, sería equivalente a una cella, que es, específicamente, un espacio cerrado, mientras que el segundo insiste en que no tiene techo. El recinto, sin embargo, es la característica común, ya esté techado o no. El sacelio, para Jörg Rüpke, sería menos complejo y elaborado que un templo.
Su significado puede solaparse con la de sagrario (en latín sacrarium), lugar donde son almacenados o depositados los objetos sagrados (sacra) para su custodia. Los sacelios de Argei, por ejemplo, también se llamaban sacraria. En las domus, privadas, las sacraria era la parte de la casa en donde se guardaban las imágenes de los penates, mientras que el lararium era una forma de sacrarium para los lares. 
Tanto el sacelio, en su vertiente de capillita u oratorio, como el sagrario pasaron a ser utilizados por el mundo cristiano.
Otras palabras latinas para templo o santuario son aedes, aedicula, fanum, delubrum o templum, aunque esta última palabra abarca todo el recinto religioso marcado.

## Mantenimiento del culto de los sacelios
Cada curia tenía su propio sacellum supervisado por los celeres, originalmente el cuerpo de guardia del rey, que conservarían su función religiosa en tiempos posteriores, relacionados con el ritual de Argei.
Un caso probado en septiembre del año 50 a. C. indica que un sacelio público podía situarse en una propiedad privada, siempre que permaneciese abierto al público. En el juicio, se alegó que el acusado, Apio Claudio Pulcro, un censor de la época, no había cumplido con la obligación de mantener el acceso público a un sacelio situado en sus propiedades.